# Segelfluggelände Langenberg

i7
i11
i13
Das Segelfluggelände Langenberg liegt südlich des Ortsteils Hattenbach der Marktgemeinde Niederaula im Landkreis Hersfeld-Rotenburg in Hessen, etwa drei Kilometer westlich des Zentrums von Niederaula.

## Flugbetrieb
Das Segelfluggelände ist mit einer 880 m langen und 30 m breiten Start- und Landebahn aus Gras (Richtung 02/20) sowie mit einer 250 m langen und 30 m breiten Landebahn aus Gras (Richtung 36) ausgestattet. Es besitzt eine Betriebszulassung für Segelflugzeuge, Motorsegler, Ultraleichtflugzeuge sowie für einmotorige Motorflugzeuge für Flüge zum Schleppen von Segelflugzeugen oder Motorseglern. Der Start von Segelflugzeugen erfolgt per Flugzeugschlepp oder Windenstart. Der Halter und Betreiber des Segelfluggeländes ist der Flugsportclub Luftsportverein Bad Hersfeld e. V.

## Geschichte
Der Luftsportverein Bad Hersfeld e. V. wurde 1932 gegründet. Das Segelfluggelände wurde am 15. Juli 1966 eröffnet.